# Lukáš Kašpar
Lukáš Kašpar, född den 23 september 1985, är en tjeckisk professionell ishockeyspelare som spelar med HC Slovan Bratislava i KHL. Han blev ursprungligen draftad av San Jose Sharks i första omgången av NHL-draften 2004.

## Spelarkarriär
Kašpar var den 22:a i ordningen i NHL-draften 2004. Han kom till Nordamerika 2004 för spel med Ottawa 67's i Ontario Hockey League, där han gjorde 21 mål och 30 assists. Laget gick vidare till slutspel, Memorial Cup.
Efter spel i AHL åren 2005-2008, gjorde Lukáš Kašpar sitt första mål i NHL den 18 februari 2009, för San Jose Sharks mot Los Angeles Kings och målvakten Erik Ersberg.
Den 21 juli 2009 tecknade han ett tvåårs-kontrakt med Oulun Kärpät i finska FM-ligan. Här blev Kašpar dock kvar endast ett år innan han inför säsongen 2010-2011 skrev på för Barys Astana i KHL och blev senare uttagen i KHL:s All Star-lag 2011.

## Internationellt
Har spelat med Tjeckiens landslag  vid följande tillfällen:
- U18-VM i ishockey 2003
- Juniorvärldsmästerskapet i ishockey 2004
- Juniorvärldsmästerskapet i ishockey 2005 (bronsmedalj)
- Världsmästerskapet i ishockey för herrar 2010 (guldmedalj)
- Världsmästerskapet i ishockey för herrar 2012 (bronsmedalj)